# 岩山靖宏
岩山 靖宏（いわやま やすひろ、1964年7月13日 - ）は、日本の実業家、清水銀行代表取締役頭取。

## 人物・経歴
1964年7月13日、静岡県富士市生まれ。1988年3月、立教大学経済学部卒業。同年4月、清水銀行入行。
経営企画部長、富士支店長などを経て、2015年4月、取締役総合統括部長、2016年10月常務取締役。2019年から代表取締役専務に就任。2020年4月、代表取締役頭取に就任。